# Femte söndagen i fastan
Femte söndagen i fastan (Judica) är en söndag i fastan som ingår i kyrkoåret.

## Svenska kyrkan
Söndagens tema enligt 2003 års evangeliebok är Försonaren. De bibeltexter som används för att belysa dagens tema är:
| Första årgången                                                             | Andra årgången                                                              | Tredje årgången                                                                  | Psaltarpsalm       |
| Tredje Moseboken 16:15–16 Hebreerbrevet 7:24–27 Johannesevangeliet 11:46–57 | Första Moseboken 22:1–14 Apostlagärningarna 4:1–12 Markusevangeliet 12:1–12 | Fjärde Moseboken 21:4–9 Första Johannesbrevet 1:8–2:2 Johannesevangeliet 3:11–21 | Psaltaren 103:8–14 |

### Fotnoter
1. ↑   Den svenska psalmboken med tillägg. Stockholm: Verbum. 2005. sid. 1371–1375. Libris ht7wjxh8f3k4gcqk. ISBN 978-91-526-5515-3